# شركة تأمين الودائع الفيدرالية
شركة تأمين الودائع الفيدرالية ( FDIC ) هي واحدة من وكالتين توفران تأمين الودائع للمودعين في مؤسسات الإيداع الأمريكية، والآخر هو الإدارة الوطنية للاتحاد الائتماني الذي ينظم ويؤمن الاتحادات الائتمانية . هي شركة حكومية أمريكية توفر تأمين الودائع للمودعين في البنوك التجارية ومؤسسات الادخار الأمريكية . تم إنشائها بموجب قانون البنوك لعام 1933 ، الذي صدر خلال فترة الكساد الكبير لاستعادة الثقة في النظام المصرفي الأمريكي. فشل أكثر من ثلث البنوك في السنوات التي سبقت إنشائها، وكان يدير البنك شائعة.  كان الحد التأميني مبدئيًا 2500 دولار أمريكي لكل فئة ملكية، وقد زاد هذا الأمر عدة مرات على مر السنين. منذ إقرار قانون دود-فرانك لإصلاح وول ستريت وحماية المستهلك في عام 2011 ، تؤمن لجنة تأمين الودائع الفيدرالية ( FDIC ) الودائع في البنوك الأعضاء حتى 250,000 دولار أمريكي لكل فئة ملكية.
لا يتم تمويله واحتياطياتها من الأموال العامة. تعتبر مستحقات التأمين الخاصة بالبنوك الأعضاء هي المصدر الرئيسي لتمويل الشركة.  تمتلك أيضًا خط ائتمان بقيمة 100 مليار دولار أمريكي مع وزارة الخزانة بالولايات المتحدة .
اعتبارًا من ديسمبر 2018 ، وفرت تأمين الودائع في 5,406 مؤسسة. تقوم لجنة توزيع الأموال الفيدرالية أيضًا بفحص بعض المؤسسات المالية والإشراف عليها من أجل السلامة والسلامة، وتؤدي وظائف معينة لحماية المستهلك، وتدير الحراسة القضائية للبنوك الفاشلة.

## الوكالات والبرامج ذات الصلة
- نظام تصنيف كاميلز - يستخدم من قِبل فاحصي قسم الإشراف على إدارة المخاطر (RMS) في FDIC لتقييم كل بنك وقائمة بنوك مشكلة FDIC
- مؤسسة الهندسة المعمارية FDIC
- إدارة الاتحاد الوطني للائتمان
  - الصندوق الوطني للتأمين الائتماني للأسهم
- برنامج ضمان السيولة المؤقتة

## انظر ايضا
- ̈ انهيار بنك وادي السيليكون
- ̈ بنك وادي السيليكون

## روابط خارجية
- شركة تأمين الودائع الفيدرالية (الموقع الرسمي)
- شركة تأمين الودائع الفيدرالية في السجل الفيدرالي
- إحصائيات FDIC في لمحة
- FDIC قائمة البنوك الفاشلة